# Telimena ecastophylli
Telimena ecastophylli är en svampart som först beskrevs av Joseph-Henri Léveillé, och fick sitt nu gällande namn av Raffaele Ciferri 1962. Telimena ecastophylli ingår i släktet Telimena och familjen Phyllachoraceae.   Inga underarter finns listade i Catalogue of Life.